# Court Tomb von Ballybeg (Ballynahaglish)

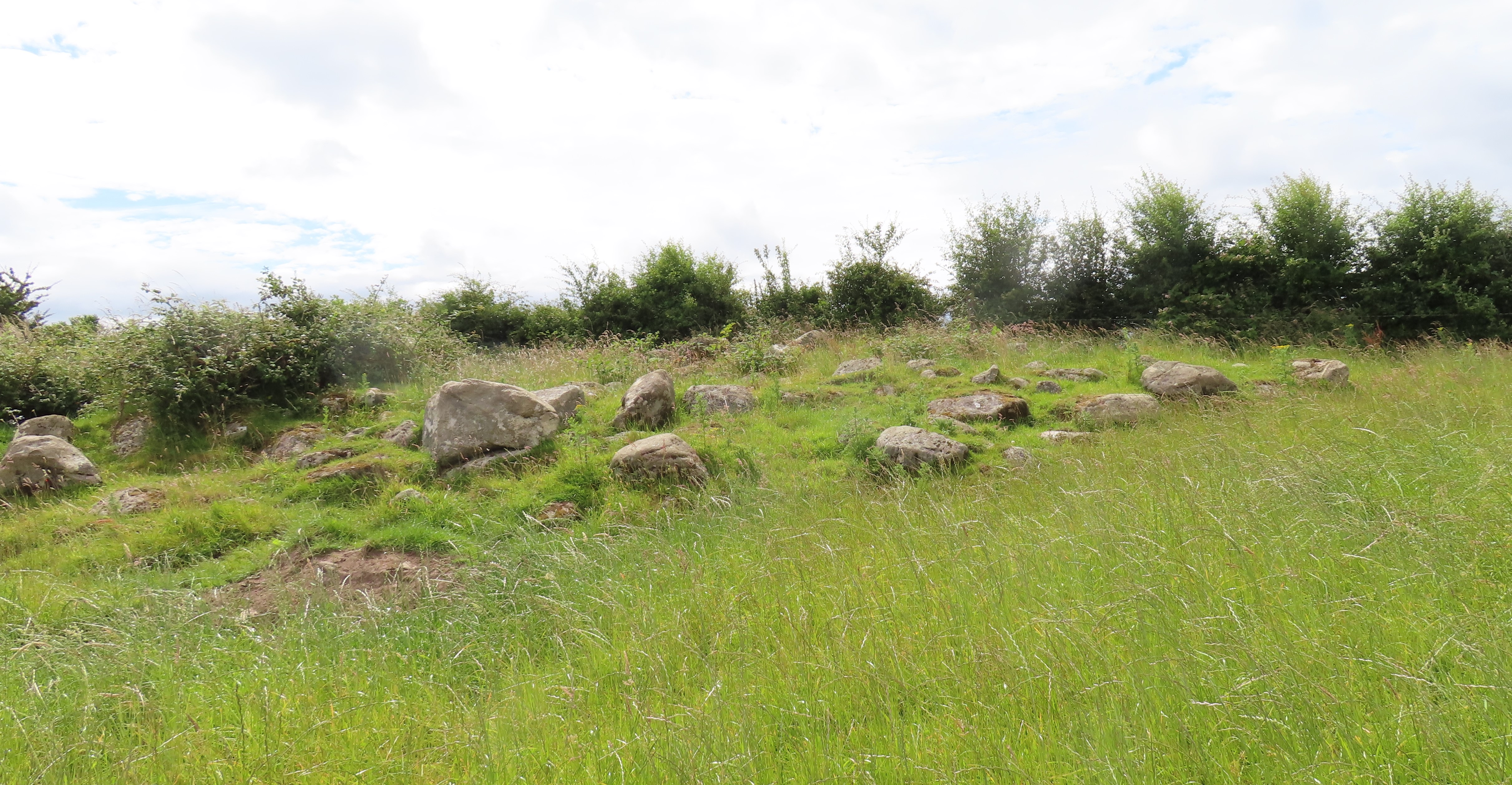
Ballybeg-Ballynahaglish Wedge Tomb

Das Court Tomb von Ballybeg liegt in der Nähe der Kuppe eines Bergrückens westlich des River Moy und der Straße N26 südlich von Ballina im Townland Ballybeg (irisch An Baile Beag) in der Civil Parish Ballynahaglish (Baile na hEaglaise) im County Mayo in Irland. Etwa 400 Court Tombs werden überwiegend in der Provinz Ulster, im Norden der Republik Irland beziehungsweise in Nordirland gefunden.
Das Court Tomb scheint eine ansehnliche Größe gehabt zu haben, ist aber stärker gestört. Es besteht aus den Resten eines etwa 20,5 m langen, Nordwest-Südost-orientierten, trapezförmigen Cairns von 1,0 bis 1,5 m Höhe. Er verjüngt sich nach Nordwesten stark, wo eventuell ein Teil entfernt wurde. Seine Umrisse sind im Südosten am besten erhalten, wo sich an beiden Längsseiten Randsteine befinden. Das breite Cairnende im Südosten schließt an die Reste des Hofes (englisch court) an, der langloval gewesen zu sein scheint.
Der Norden des Hofes ist mit einer wirren Steinmasse bedeckt, von der etliche Steine bis zu 1,2 m messen, aber auch Lesesteine sein können. Die nicht erkennbare Galerie wird möglicherweise durch diese Steinmassen verborgen. Die etwa 14,0 m lange Frontseite des Cairns wird durch einen unregelmäßigen Rand aus drei in situ befindlichen, unterschiedlich hohen Steinen angedeutet. Entlang der Westseite sind drei, entlang der östlichen vier Randsteine sichtbar. Andere Seitensteine können nach außen gefallene Randsteine sein. Die Westseite des Hofes ist am besten erhalten. Hier sind fünf Randsteine in situ erhalten. Ihre Höhen betragen (von Norden nach Süden) 0,55, 0,75, 0,65, 0,4 und 0,55 m. Die meisten sind mit ihren flachen Seiten nach innen gerichtet. Auf der gegenüberliegenden Hofseite befinden sich nur zwei Steine in situ. Etwa 0,75 m innerhalb der Kontur der Hofrandsteine steht ein stark geneigter, 0,35 m hoher, wahrscheinlich verlagerter Stein. Die genaue Form und die Abmessungen des Hofes sind nicht zu bestimmen. Er könnte etwa 6,0 m lang und 4,5 m breit gewesen sein. Die Form des Hofeingangs an der Vorderseite ist ohne Ausgrabung nicht zu ermitteln.